# Окуитуко
Окуитуко (исп. Ocuituco) — посёлок и административный центр одноимённого муниципалитета в мексиканском штате Морелос. Численность населения, по данным переписи 2010 года, составила 4846 человек.

## Общие сведения
Название Ocuituco происходит из языка науатль и его можно перевести как: где водятся долгоносики.